# Abigail (Film, 2024)
Abigail ist ein US-amerikanischer Spielfilm aus dem Jahr 2024 mit Alisha Weir in der Titelrolle sowie Melissa Barrera, Dan Stevens, Angus Cloud und Kathryn Newton. Er entstand unter der Regie von Matt Bettinelli-Olpin und Tyler Gillett nach einem Drehbuch von Guy Busick und Stephen Shields. Premiere des Horrorfilms war am 7. April 2024 als Abschlussfilm des Overlook Film Festivals.

## Handlung
Abigail ist eine 12-jährige Ballerina und Tochter einer mächtigen Person aus der Unterwelt. Eine Gruppe von Kriminellen soll Abigail entführen, in ein entlegenes Herrenhaus bringen und dort eine Nacht lang auf sie aufpassen. Als Lösegeld werden 50 Millionen US-Dollar gefordert.
Die Gruppe vermutet zunächst leicht verdientes Geld bei diesem Auftrag, allerdings muss die Bande bald feststellen, dass sie es nicht mit einem normalen Mädchen zu tun haben, nachdem ein Entführer nach dem anderen verschwindet: Abigail ist eine Vampirin, die die "Entführung" zu ihrem Vergnügen initiiert hat, um mit den Entführern zu spielen. Nach zahlreichen Kämpfen in dem Haus und dem Tod fast aller Beteiligten erscheint der Vater von Abigail. Sie kann ihn überzeugen, der letzten Überlebenden des Sextetts die Freiheit zu schenken.

## Besetzung und Synchronisation
Die deutschsprachige Synchronisation übernahm die RC Production. Dialogregie führte Leonhard Mahlich, der auch das Dialogbuch schrieb.
| Rolle         | Darsteller         | Synchronsprecher   |
| ------------- | ------------------ | ------------------ |
| Abigail Lazar | Alisha Weir        | Ellis Drews        |
| Dean          | Angus Cloud        | Patrick Keller     |
| Frank         | Dan Stevens        | Tobias Nath        |
| Joey          | Melissa Barrera    | Patrizia Carlucci  |
| Kristof Lazar | Matthew Goode      | Norman Matt        |
| Lambert       | Giancarlo Esposito | Frank Röth         |
| Peter         | Kevin Durand       | Matti Klemm        |
| Rickles       | William Catlett    | Jan-David Rönfeldt |
| Sammy         | Kathryn Newton     | Jodie Blank        |

## Produktion und Hintergrund
Der Film wurde von Project X Entertainment, Vinson Films, Radio Silence Productions und Wild Atlantic Pictures produziert, als Produzenten fungierten Paul Neinstein, William Sherak, James Vanderbilt, Chad Villell und Tripp Vinson. Den Verleih übernahm Universal Pictures. Dreharbeiten fanden ab Juni 2023 in Dublin in Irland statt.
Die Kamera führte Aaron Morton, die Musik schrieb Brian Tyler, die Montage verantwortete Michael P. Shawver. Das Production-Design gestaltete Susie Cullen und das Kostümdesign Gwen Jeffares Hourie.
Darsteller Angus Cloud starb im Juli 2023 und ist im Film in einer seiner letzten Rollen zu sehen. Als Inspirationsquelle soll Draculas Tochter (1936) gedient haben. Die Regisseure Matt Bettinelli-Olpin und Tyler Gillett arbeiteten zuvor unter anderem für Ready or Not – Auf die Plätze, fertig, tot (2019), Scream V (2022) und Scream VI (2023) zusammen.
In Großbritannien erhielt der Film eine BBFC-18-Freigabe.
Am Startwochenende spielte der Film in den USA 10,2 Millionen US-Dollar an den Kinokassen ein und belegte damit den zweiten Platz hinter Civil War.

## Veröffentlichung
Premiere des Horrorfilms war am 7. April 2024 als Abschlussfilm des Overlook Film Festivals.
In Deutschland und Österreich kam der Film am 18. April 2024 in die Kinos.
Auf Blu-ray Disc wurde der Film am 25. Juli 2024 veröffentlicht.

## Rezeption
Pascal Reis vergab auf filmstarts.de drei von fünf Sternen. Ein dröger Auftakt und die unnötig eingestreuten Hintergrundgeschichten der Figuren bremsten den Film immer wieder aus. Wenn der Horror aber von der Leine gelassen wird, dann zeige sich nicht nur, wie grandios das Ensemble sei. Auch Bettinelli-Olpin und Gillett spielten ihre Stärken gekonnt aus und lieferten richtig enthemmtes Fun-Splatter-Kino.
Oliver Armknecht bewertete den Film auf film-rezensionen.de mit sieben von zehn Punkten. Der Film mache Spaß, sofern man keinen ernstzunehmenden Horrorfilm erwarte. Vielmehr sei das alles bewusst albern, was dank des spielfreudigen Ensembles aber gut funktioniere.
Maria Engler urteilte auf cineman.ch, das der Film feinsten Splatter biete, der sich effekttechnisch sehen lassen könne. Allem Spaß zum Trotz werde dieser aber zum Ende hin langatmig und brauche etwas zu lange, um zum furiosen Finale überzugehen. Dabei werde kein Horror-Klischee ausgelassen und irgendwann helfe auch die größte Selbstironie nicht mehr.
Chris Schelb schrieb auf outnow.ch, dass, wer schon an Ready or Not – Auf die Plätze, fertig, tot Freude hatte, auch bei Abigail bestens unterhalten werde. Das Regie-Duo lasse es ordentlich krachen. Der Anfang sei zwar etwas langsam, aber unterstützt von einem Cast, der bestens auf den wilden Spaß eingestellt sei, steigere sich das Ganze bis zu einem absolut wilden Finale.
Jakob Thaller meinte auf DerStandard.at, dass der Film mit spaßigen Ballettchoreografien durch blutspritzende Gliedmaßen und explodierende Körper etwas für Menschen sei, die den Unterhaltungswert einfallsreich abgetrennter Extremitäten zu schätzen wissen. Alle anderen sollten um die Geschichte vom Abschlachten und Geschlachtetwerden eher einen Bogen machen. Außerdem sah er sich an From Dusk Till Dawn erinnert.
Die Programmzeitschrift TV-Media vergab drei von vier Punkten. Auch wenn der Film etwas brauche, um in die Gänge zu kommen, mache der Film dann aber mit kleinen Ausreißern bis zum Ende höllisch Spaß.

## Auszeichnungen und Nominierungen
Saturn-Award-Verleihung 2025
- Nominierung in der Kategorie bester Horrorfilm
- Nominierung in der Kategorie bester Nachwuchsschauspieler (Alisha Weir)

Critics’ Choice Movie Awards 2025
- Nominierung in der Kategorie Beste Jungdarsteller (Alisha Weir)[24]

London Critics’ Circle Film Award 2025
- Nominierung in der Kategorie Bester britischer Nachwuchsdarsteller (Alisha Weir)